# The Jaws of Life
The Jaws of Life es el quinto álbum de estudio de la banda de post-hardcore Pierce the Veil, que se lanzó el 10 de febrero de 2023 a través de su sello discográfico Fearless Records. Este fue el primer álbum de la banda que no contó con el baterista Mike Fuentes. La banda se separó de Fuentes en 2017, luego de las acusaciones de conducta sexual inapropiada. Es el primer álbum en tener una canción principal. 
El primer sencillo, "Pass the Nirvana", fue lanzado el 1 de septiembre de 2022, marcando la primera pieza de material nuevo de la banda desde su álbum Misadventures (2016). El álbum se anunció el 11 de noviembre de 2022, junto con el lanzamiento de un segundo sencillo, "Emergency Contact". El tercer sencillo, "Even When I'm Not With You", fue lanzado el 12 de enero de 2023.

## Antecedentes y grabación
En 2016, Pierce the Veil lanzó su cuarto álbum Misadventures, con gran éxito de crítica. La banda realizó una gira en apoyo del álbum desde junio de 2016 hasta mayo de 2017. En noviembre de 2017, dos mujeres se presentaron en Twitter detallando las acusaciones de conducta sexual inapropiada contra el baterista Mike Fuentes, incluida la violación de menores y la solicitud de fotos de desnudos de una menor.  Luego de estas acusaciones, la banda anunció que Fuentes se alejaría de la banda indefinidamente. En abril de 2020, la banda compartió una presentación en casa de su canción "Hold On Till May" en su canal de YouTube, con Mike Fuentes junto a los demás miembros de la banda. Esto generó cierta controversia en las redes sociales, así como confusión sobre si Fuentes había sido reintegrado como miembro de la banda. El vocalista y guitarrista Vic Fuentes aclaró más tarde que Mike Fuentes no había sido parte de la banda desde 2017 y que no aparecería en su próximo álbum.
La banda comenzó a trabajar en The Jaws of Life ya en 2018, con Vic Fuentes adelantando material nuevo en las redes sociales. Fuentes pasó un breve período viviendo con el vocalista y bajista de MxPx, Mike Herrera, durante la producción del álbum. Partes del disco, incluido el sencillo "Emergency Contact", se escribieron en el estudio de la casa de Herrera en Seattle. El disco fue producido por Paul Meany y mezclado por Adam Hawkins.

## Composición
El álbum presenta colaboraciones con Brad Hargreaves de Third Eye Blind y Chloe Moriondo. Se ha dicho que el álbum tiene un sonido más "melódico e íntimo" que los discos anteriores, al mismo tiempo que tiene influencias de las bandas grunge de los años 90.
Sobre el título del álbum, el vocalista Vic Fuentes señaló: "En resumen, se trata de cómo la vida puede intentar clavarte los dientes y devorarte y tratar de encontrar la manera de salir de eso. Creo que este álbum representa salir de ese control". y ver la luz de nuevo y abrirse paso".

## Lista de canciones
| N.º | Título                              | Duración |  |
| 1.  | «Death of an Executioner»           | 4:27     |  |
| 2.  | «Pass the Nirvana»                  | 3:17     |  |
| 3.  | «Even When I'm Not with You»        | 2:54     |  |
| 4.  | «Emergency Contact»                 | 4:00     |  |
| 5.  | «Flawless Execution»                | 4:00     |  |
| 6.  | «The Jaws of Life»                  | 3:42     |  |
| 7.  | «Damn the Man, Save the Empire»     | 3:57     |  |
| 8.  | «Resilience»                        | 3:40     |  |
| 9.  | «Irrational Fears (Interlude)»      | 0:21     |  |
| 10. | «Shared Trauma»                     | 4:12     |  |
| 11. | «So Far So Fake»                    | 3:56     |  |
| 12. | «12 Fractures» (con Chloe Moriondo) | 3:01     |  |

## Posicionamiento en lista
| Lista (2023)                            | Mejor posición |
| --------------------------------------- | -------------- |
| Australia (ARIA)                        | 8              |
| Escocia (Scottish Albums Chart)         | 10             |
| Estados Unidos (Billboard 200)          | 14             |
| Estados Unidos (Independent Albums)     | 2              |
| Estados Unidos (Top Alternative Albums) | 2              |
| Estados Unidos (Top Hard Rock Albums)   | 1              |
| Estados Unidos (Top Rock Albums)        | 3              |
| Reino Unido (UK Albums Chart)           | 43             |
| Reino Unido (UK Rock & Metal Albums)    | 2              |

## Personal
Pierce The Veil
- Vic Fuentes - voz, guitarra rítmica, guitarra acústica, teclados
- Tony Perry - guitarra rítmica, guitarra acústica, coros
- Jaime Preciado - bajo, programación, coros

Producción
- Paul Meany - Productor